# Setmana Catalana de 1995
La Setmana Catalana de 1995, va ser la 32a edició de la Setmana Catalana de Ciclisme. Es disputà en 6 etapes del 20 al 24 de març de 1995. El vencedor final fou l'italià Francesco Frattini de l'equip Gewiss-Ballan per davant d'Alex Zülle i Aitor Garmendia.
La setmana tenia per primer cop els tres últims vencedors de les 3 grans voltes: Indurain, Rominger i Berzin, però el baix estat de forma per estar a principi de temporada, es va notar.
Va ser una cursa on els ciclistes italians van dominar la majoria de les etapes. Al final la victòria final va ser per Frattini, un gregari que es va trobar amb el triomf sense voler. Va ser el triomf més important de la seva carrera.

## Etapes
| Etapa | Data       | Ciutats d'etapa                                       | km    | Vencedor de l'etapa      | Líder de la general      |
| ----- | ---------- | ----------------------------------------------------- | ----- | ------------------------ | ------------------------ |
| 1a    | 20 de març | Lloret de Mar – Lloret de Mar                         | 158,0 | Fausto Dotti (ITA)       | Fausto Dotti (ITA)       |
| 2a    | 21 de març | Lloret de Mar – Badalona                              | 155,5 | Nicola Minali (ITA)      | Fausto Dotti (ITA)       |
| 3a    | 22 de març | Caves Segura Viudas (Torrelavit) - Arinsal ( Andorra) | 192,2 | Francesco Frattini (ITA) | Francesco Frattini (ITA) |
| 4a    | 23 de març | Llívia - Santa Coloma de Gramenet                     | 183,0 | Nicola Minali (ITA)      | Francesco Frattini (ITA) |
| 5a A  | 24 de març | Santa Coloma de Gramenet - Rubí                       | 66,0  | Nicola Minali (ITA)      | Francesco Frattini (ITA) |
| 5a B  | 24 de març | Circuit de Montjuïc (CRI)                             | 12,0  | Alex Zülle (SUI)         | Francesco Frattini (ITA) |

### 1a etapa[2]
20-03-1995: Lloret de Mar, 158,0 km.:
|   | Ciclista                  | Equip               | Temps      |
| - | ------------------------- | ------------------- | ---------- |
| 1 | Fausto Dotti (ITA)        | Brescialat          | 3h 52' 13" |
| 2 | Francisco Cabello (ESP)   | Kelme               | m. t.      |
| 3 | Gian Matteo Fagnini (ITA) | Mercatone Uno-Saeco | + 01' 16"  |

### 2a etapa[3]
21-03-1995: Lloret de Mar – Badalona, 155,5 km.
|   | Ciclista                  | Equip               | Temps      |
| - | ------------------------- | ------------------- | ---------- |
| 1 | Nicola Minali (ITA)       | Gewiss-Ballan       | 3h 50' 48" |
| 2 | Massimo Strazzer (ITA)    | Navigare-Blue Storm | m. t.      |
| 3 | Gian Matteo Fagnini (ITA) | Mercatone Uno-Saeco | m. t.      |

### 3a etapa[1]
22-03-1995: Caves Segura Viudas (Torrelavit) - Arinsal, 192,2 km.:
|   | Ciclista                 | Equip               | Temps      |
| - | ------------------------ | ------------------- | ---------- |
| 1 | Francesco Frattini (ITA) | Gewiss-Ballan       | 5h 11' 10" |
| 2 | Michele Coppolillo (ITA) | Navigare-Blue Storm | + 13"      |
| 3 | Axel Merckx (BEL)        | Motorola            | + 46"      |

### 4a etapa[4]
23-03-1995: Llívia - Santa Coloma de Gramenet, 183,0 km.:
|   | Ciclista                  | Equip               | Temps      |
| - | ------------------------- | ------------------- | ---------- |
| 1 | Nicola Minali (ITA)       | Gewiss-Ballan       | 4h 34' 06" |
| 2 | Gian Matteo Fagnini (ITA) | Mercatone Uno-Saeco | m. t.      |
| 3 | Gianluca Bortolami (ITA)  | Mapei               | m. t.      |

### 5a etapa A[5]
24-03-1995: Santa Coloma de Gramenet - Rubí, 66,0 km.:
|   | Ciclista            | Equip         | Temps      |
| - | ------------------- | ------------- | ---------- |
| 1 | Nicola Minali (ITA) | Gewiss-Ballan | 1h 28' 13" |
| 2 | Assiat Saítov (RUS) | Artiach       | m.t        |
| 3 | Àngel Edo (ESP)     | Kelme         | m.t        |

### 5a etapa B[5]
24-03-1995: Circuit de Montjuïc (CRI), 12,0 km.:
|   | Ciclista               | Equip         | Temps   |
| - | ---------------------- | ------------- | ------- |
| 1 | Alex Zülle (SUI)       | ONCE          | 15' 40" |
| 2 | Vladislav Bóbrik (RUS) | Gewiss-Ballan | + 18"   |
| 3 | Aitor Garmendia (ESP)  | Banesto       | + 26"   |

## Classificació General
|    | Ciclista                      | Equip               | Punts       |
| -- | ----------------------------- | ------------------- | ----------- |
| 1  | Francesco Frattini (ITA)      | Gewiss-Ballan       | 21h 02' 19" |
| 2  | Alex Zülle (SUI)              | ONCE                | + 4"        |
| 3  | Aitor Garmendia (ESP)         | Banesto             | + 30"       |
| 4  | Vladislav Bóbrik (RUS)        | Gewiss-Ballan       | + 32"       |
| 5  | Abraham Olano (ESP)           | Mapei               | + 33"       |
| 6  | Francesco Casagrande (ITA)    | Mercatone Uno-Saeco | + 37"       |
| 7  | Viatxeslav Iekímov (RUS)      | Novell-Decca        | + 01' 02"   |
| 8  | Alfredo Irusta Sampedro (ESP) | Castellblanch       | + 01' 04"   |
| 9  | Michele Coppolillo (ITA)      | Navigare-Blue Storm | + 01' 05"   |
| 10 | Fernando Escartín (ESP)       | Mapei               | + 01' 17"   |